# Labastide-du-Temple

Labastide-du-Temple este o comună în departamentul Tarn-et-Garonne din sudul Franței. În 2009 avea o populație de 1.053 de locuitori.

## Evoluția populației
| An        | 1975 | 1982 | 1990 | 1999 | 2006 | 2009  |
| --------- | ---- | ---- | ---- | ---- | ---- | ----- |
| Populație | 588  | 605  | 783  | 803  | 990  | 1.053 |